# Mii (Nintendo)
I Mii sono avatar usati nelle console: Wii, Wii U, Nintendo Switch, Nintendo DS e console della famiglia Nintendo 3DS. Dopo averli creati nel Canale Mii del Wii, nel Centro di Creazione Mii del Wii U o del 3DS possono essere usati come personaggi partecipanti in giochi come Wii Sports, Wii Fit, Wii Play, Wii Party, Tomodachi Life, Pilotwings Resort e Mario Kart; in Super Smash Bros. per Nintendo 3DS e Wii U e Super Smash Bros. Ultimate appaiono giocabili come "Lottatori Mii".
I Mii sono personalizzabili e permettono all'utente di creare un sosia o una caricatura di se stesso o creare un sosia di altri.
Possono essere salvati nel Wii, nel Nintendo 3DS e nel Nintendo Switch fino a 100 Mii (solo su un Wii U si può avere fino a 3000 Mii). Il Wiimote stesso può contenere fino a 10 Mii nella sua memoria interna, i quali possono essere poi trasferiti su un'altra console. Inoltre, i Mii possono anche essere scambiati attraverso il servizio WiiConnect24, dove si permette ai Mii di un giocatore di "vagare" e apparire nei Wii di altri giocatori (apparendo in una Parata Mii, dove possono partecipare fino a 10.000 Mii). Gli utenti possono anche trasferire Mii in giochi per Nintendo DS che ne supportano la funzione, come Tomodachi Collection. I Mii possono essere modificati solo dalla console nella quale sono stati creati.

## Creare Mii
I Mii vengono creati nel Canale Mii del Wii o nel "centro di creazione Mii" del Nintendo 3DS e del Nintendo Switch. Dopo avere specificato il genere per il Mii in questione, l'utente può alterare la forma della testa del Mii, i suoi occhi, i capelli, le sopracciglia, il naso e la bocca. Inoltre, il creatore può dargli occhiali o modificare i peli sul viso a proprio piacimento o dare al viso un neo, contorni affilati, rughe o guance arrossate, per esempio, tra molti altri possibili attributi. Molte delle caratteristiche possono essere personalizzate cambiandone la grandezza, la posizione, o ruotandole. Inoltre, l'altezza e la larghezza dei Mii possono essere aggiustati con delle barre e usando una tastiera sullo schermo, il creatore può dare un nome al Mii, assegnargli un compleanno, dargli un colore preferito (che diventa il colore della maglietta e del cappello opzionale in rosso, arancione, giallo, verde chiaro, verde, blu, azzurro, rosa, viola, marrone, bianco e nero), designarlo come uno dei 10 favoriti, che cambia i pantaloni del Mii da neri a rossi e lo mette ai primi posti nella selezione dei Mii nei giochi. I Mii ricevuti da altre console avranno i pantaloni blu, i Mii durante il Corso Incontri avranno i pantaloni bianchi mentre i Mii speciali creati da Nintendo, avranno i pantaloni dorati. I Mii maschili hanno magliette e pantaloni, mentre i Mii femminili avranno maglie lunghe e leggings. I Mii possono essere creati solo usando combinazioni di grafiche predeterminate, il che causa risultati in qualche modo limitati, permettendo al creatore di fare solo una caricatura della persona reale o un personaggio vagamente simile. Sul Nintendo 3DS, invece, può risultare più facile. Basta scattare una foto, con le due fotocamere esterne della console e il centro di creazione Mii del Nintendo 3DS farà tutto da solo. Naturalmente si possono fare ritocchi a piacimento al Mii per renderlo un po' più personale per l'utente.

## Uso dei Mii su Wii
I Mii sono stati pensati per essere una estensione del giocatore, e con questo concetto, l'utente può usarli in vari titoli Nintendo per il Wii. Wii Sports è forse l'esempio più conosciuto e aggiunge un ulteriore tocco personale ai Mii salvando le statistiche del gioco e i record per ogni Mii. Anche se l'utente che ha creato Mii non ha mai partecipato in nessun gioco come giocatore, i Mii faranno dei camei come avversari comandati dal computer, come compagni di squadra o come pubblico.
I Mii sono stati usati in diversi giochi: un esempio è Super Mario Galaxy. Apparendo spesso come solo una testa per identificarli, questi Mii non hanno impatto sull'attuale modalità di gioco se non quello di identificare il giocatore in altri modi oltre al nome.
Quando gli utenti comunicano con altri possessori di Wii nel mondo usando la Wii Message Board, loro possono aggiungere un Mii al messaggio inviato come firma così il ricevente può capire subito chi è il mittente. Un Mii può essere aggiunto solo a messaggi mandati ad altre console Wii, sebbene questa caratteristica sia disabilitata nel mandare regolari e-mail a computer, o a telefoni cellulari.
I Mii sono stati usati all'inizio per giochi come Wii Sports, Wii Play, Wii Fit, Wii Music, Wii Sports Resort e Wii Party. Comunque, i giocatori possono usare i loro Mii in altri giochi first-party, come WarioWare: Smooth Moves, Mario & Sonic ai Giochi Olimpici, Mario Party 8, Mario Kart Wii, Mario Super Sluggers, Bomberman Blast e Animal Crossing: Let's Go to the City (usando la testa dei Mii come maschera). Il gioco di SEGA uscito solo in Giappone, Pachinko: Sammy's Collection è il primo gioco third-party ad usare i Mii, mentre la versione per Wii di FIFA 08 è il primo gioco third-party pubblicato in Nord America e nelle regioni PAL a usare il Canale Mii. Molti altri giochi, come Family Ski,Go Vacation e la versione per Wii di Guitar Hero World Tour usano anche i Mii.
Mentre la testa di un Mii rimane sempre la stessa, il suo corpo varia tra i giochi, Per esempio, in Wii Sports, il corpo dei Mii è stilizzato, con mani sferiche e senza braccia, come Rayman, ma in Wii Fit il corpo è disegnato in maniera più naturale e il suo peso sarà determinato dal peso che Wii Fit rileva nel giocatore attraverso dei test. A volte i Mii indossano vestiti in base al contesto del gioco, per esempio su Wii Party i Mii si possono vestire eleganti, da astronauti, da sciatori, da calciatori e molti altri in base alla modalità o al minigioco in cui si trovano. In Mario Kart Wii, i Mii che gareggiano sono vestiti in tuta, in Dr. Mario & Sterminavirus, i Mii appaiono vestiti da medici e in Metroid Prime 3: Corruption, indosseranno la Tuta Energia di Samus Aran. In MLB Power Pros, i Mii sono disegnati con le braccia ma senza gambe. In Dance Dance Revolution Hottest Party 2, i Mii sono disegnati in maniera più simile al corpo umano. Questo design è stato comunque criticato da Lucas M. Thomas di IGN, che lo ha sarcasticamente definito "per niente anormale."
I Mii sono anche incorporati nel Canale Vota anche Tu, dove i Mii rappresentano il votante. Fino a sei Mii diversi possono essere registrati nel canale per votare. Un altro canale incentrato sui Mii, il Mii Contest Channel, è stato pubblicato l'11 novembre del 2007. Nato forse come evoluzione di un'idea condivisa da Shigeru Miyamoto alla Game Developers Conference del 2007, questo canale permette di condividere i loro Mii e metterli in competizione di popolarità.

## Uso dei Mii su Nintendo DS
I Mii possono essere trasferiti dal Wii di un utente ad alcuni giochi per Nintendo DS tramite il Canale Mii. Un codice deve essere immesso dall'utente per sbloccare questa funzione (nell'ordine, si preme A, B, 1 e poi tenere premuto 2 per tre secondi).
Il gioco per Nintendo DS Personal Trainer: Walk with Me! usa i Mii per permettere al giocatore di controllare i suoi progressi nel gioco. I giocatori possono anche creare dei Mii nel gioco. La versione per DS di Final Fantasy Crystal Chronicles: Echoes of Time supporterà i dati dei Mii.

## Uso dei Mii su Nintendo 3DS
Anche sul Nintendo 3DS è possibile utilizzare i Mii. Alcuni giochi in cui possono essere usati sono per esempio: Mario Kart 7, dove si possono guidare insieme agli altri personaggi della serie di Super Mario e in Nintendogs + Cats  nel ruolo dei padroni dei cuccioli. I Mii possono essere utilizzati anche per rappresentare il giocatore in Animal Crossing New Leaf. Sempre sul Nintendo 3DS è possibile usare i Mii anche su un software pre-installato della console chiamato Piazza Mii StreetPass dove si potranno collezionare Mii che si incontrano utilizzando la funzione StreetPass o la comunicazione wireless e utilizzarli per divertirsi in semplici giochi come Libera Mii e Pazzi per i pezzi. L'apparizione dei Mii probabilmente più conosciuta nella console Nintendo 3DS è nel videogioco Tomodachi Life.

## Uso dei Mii su Wii U, Nintendo Switch e Online
Su Wii U i Mii sono visibili sin dall'accensione della console, nell'icona del profilo utente del menù Wii U, nel Nintendo eShop e soprattutto in Piazza Wara-Wara. In quest'ultima, grazie a Miiverse, viene stilata una classifica dei software più popolari del momento, i Mii di altri utenti Miiverse si "radunano" al di sotto di una delle icone dei giochi del momento dove possono condividere commenti e disegni al riguardo. Di questi Mii è possibile archiviare una copia nel Centro di Creazione Mii. 
Anche Wii U dispone di una varia gamma di giochi in cui è possibile utilizzare il proprio Mii ad esempio: Mario Kart 8, New Super Mario Bros. U, Super Smash Bros. for Wii U, Wii Sports Club, Wii Party U e molti altri. Con l'ausilio degli amiibo è possibile copiare il proprio Mii e condividerlo con altri utenti Wii U e le console della famiglia Nintendo 3DS, toccando, con l'amiibo, il sensore NFC della console o utilizzando la base NFC Nintendo.
Su Nintendo Switch l'uso dei Mii è più limitato rispetto alle precedenti console Nintendo. Nella prima configurazione della console sarà chiesto se si vorrà usare una delle svariate icone per il proprio account oppure creare o importare il proprio Mii. In questa console la creazione e la modifica dei Mii avviene direttamente nelle impostazioni della console, tramite una sezione apposita. Rispetto alle precedenti console, in Crea un Mii per Nintendo Switch sono disponibili nuove personalizzazioni facciali e nuove tonalità per i colori dei capelli. Come per Wii U sono disponibili giochi che fanno uso dei Mii tra i quali: Mario Kart 8 Deluxe, Super Smash Bros. Ultimate, Miitopia e Nintendo Switch Sports.
Anche online è possibile creare e modificare Mii, nelle impostazioni dell'account Nintendo è disponibile una web-app chiamata Mii Studio, nella quale è possibile creare e modificare i Mii nei modi precedentemente descritti. Se l'account Nintendo sarà collegato a un Nintendo Switch il Mii creato su quella console sarà possibile selezionarlo come icona profilo del proprio account. Viceversa, se precedentemente è stato creato un Mii con Mii Studio online, quel Mii precedentemente creato, sarà il Mii predefinito dell'utente che collegherà il suo account della console. I Mii collegati al proprio account Nintendo possono essere usati su My Nintendo oppure sui giochi per dispositivi mobili, ad esempio: Miitomo o Mario Kart Tour.

## Sviluppo
Lo sviluppatore di videogiochi Shigeru Miyamoto ha rivelato informazioni sullo sviluppo dei Mii durante il suo discorso alla Game Developers Conference del 2007. Ha detto che l'odierno design dei Mii è basato sulle tradizionali bambole di legno giapponesi (conosciute come Kokeshi) ed ha anche sottolineato i diversi stadi del processo produttivo dei Mii. L'idea è apparsa la prima volta sul NES, ma la confusione su come l'idea potesse diventare un gioco fermò lo sviluppo. L'idea è riapparsa con il Nintendo 64DD, dove il giocatore poteva modificare un personaggio 3D con una grande varietà di vestiti. Di nuovo, comunque, il progetto non ha proseguito. Con l'uscita del GameCube l'idea era incorporata nello Stage Debut, un gioco non pubblicato che avrebbe usato un e-Reader e una macchina fotografica, ma anche questa idea fu cancellata, perché Nintendo temeva che non bastasse a farne un gioco. Miyamoto mostrò durante la sua conferenza una copia virtuale di se stesso che ballava con alcuni Pikmin su un palco.
Durante lo sviluppo di Wii, un team separato stava lavorando sul gioco Tomodachi Collection per Nintendo DS. Nel software si stava sviluppando un programma dove, in maniera simile al rompicapo giapponese fukuwarai, il giocatore doveva mettere le diverse parti della faccia in un disegno di una faccia. Questo team era totalmente ignaro del concetto dei Mii di Miyamoto. In ogni caso il software si è evoluto per permettere al giocatore di modificare le parti del viso delle persone in termini di grandezza e posizione, per rendere il personaggio più simile a una specifica persona e venne presto mostrato a Satoru Iwata, presidente e CEO di Nintendo. Il software venne mostrato immediatamente a Miyamoto e il team venne portato a lavorare con l'EAD di Nintendo sullo sviluppo del Canale Mii.

## Uso dei Mii su Tomodachi Life e Miitopia
I Mii, infine, dopo avere goduto di un'incredibile fama e ruoli secondari nella maggior parte dei giochi Nintendo, avranno un ruolo privilegiante nel gioco Nintendo 3DS, uscito solo nel giugno del 2014, Tomodachi Life. Il gioco sarebbe il sequel del gioco Tomodachi Collection, inedito in Italia e rilasciato solo in Giappone. Tomodachi Life si basa sulla vita dei Mii in un'isola che all'inizio del gioco sarà completamente vuota, ma man mano che verranno introdotti Mii (anche dal Centro di Creazione Mii) verranno creati gli edifici pubblici: Un edificio che si espanderà nel corso del gioco, il municipio, il negozio d'abbigliamento, il negozio di cappelli, il negozio di arredamento, il negozio di alimentari, il campeggio, le villette, la spiaggia, la torre panoramica, il caffè, il luna park, il banco dei pegni, la fontana e il porto. I Mii dentro l'isola potranno stringere amicizia (oppure litigare), innamorarsi, sposarsi, creare una famiglia, sviluppare abilità e molto altro. Inoltre sarà possibile avere collegamenti con le altre isole grazie al porto e scambiare merci, Mii e viaggiatori tramite StreetPass. Nel 2017 venne rilasciato Miitopia, il suo seguito, per Nintendo 3DS e Nintendo Switch.

## Giochi supportanti i Mii

### Nintendo DS
- Tomodachi Collection
- Personal Trainer: Walking (Walk With Me)

### Wii

#### Uso diretto
- Wii Sports
- Wii Sports Resort
- Wii Play
- Wii Play: Motion
- Wii Fit
- Wii Fit Plus
- Wii Music
- Wii Party
- Mario & Sonic ai Giochi Olimpici di Londra 2012
- Mario Kart Wii[8]
- Mario Party 8[9]
- Go Vacation

#### Uso indiretto
- Pro Evolution Soccer 2008
- Pro Evolution Soccer 2009
- Pro Evolution Soccer 2010
- Pro Evolution Soccer 2011
- Pro Evolution Soccer 2012
- Pro Evolution Soccer 2013
- FIFA 09
- Family Trainer

### Nintendo 3DS
- Tomodachi Life
- Mario Kart 7
- Mario Golf: World Tour
- Mario Tennis Open
- Nintendogs + Cats
- Pilotwings Resort
- Super Smash Bros. per 3DS
- Mario & Sonic ai Giochi olimpici di Rio 2016
- Animal Crossing: New Leaf
- Football Up 3D
- Steel Diver: Sub Wars 3D
- Miitopia
- Pictoposta
- Pokemon Rumble World

### Wii U
- Mario & Sonic ai Giochi olimpici invernali di Sochi 2014
- Mario Kart 8
- Super Smash Bros. per Wii U
- Mario & Sonic ai Giochi olimpici di Rio 2016
- Wii Sports Club
- Wii Fit U
- Wii Party U

#### Uso diretto
- Nintendo Land

#### Uso indiretto
- New Super Mario Bros. U
- Super Mario Maker

### Nintendo Switch
- Go Vacation
- Mario Kart 8 Deluxe
- Super Smash Bros. Ultimate
- Super Mario Maker 2
- Miitopia
- Mario Golf: Super Rush
- Nintendo Switch Sports
- Tomodachi Life: Una vita da sogno